# Lijst van polders in de Alblasserwaard
Dit is een lijst van polders in de Alblasserwaard, een streek in de Nederlandse provincies Zuid-Holland en Utrecht.
| Gemeente Molenlanden: - Polder Binnen de Kweldam / Polder Peursum - Polder Binnentiendwegs - Polder Bleskensgraaf - Polder Botersloot - Polder Brandwijk - Polder Buitentiendwegs - Polder Buitentiendwegs of Broekse Hei - Polder Den Beemd - Polder Giessen-Nieuwkerk - Polder Giessen-Oudebovenkerk - Polder Gijbeland - Polder Grote Nes - Polder Grootewaard - Polder Het Broek - Polder Kort-Scheiwijk - Polder Kortenbroek - Polder Laag-Blokland - Polder Langenbroek - Polder Langerak - Polder Liesveld - Polder Molenaarsgraaf - Polder Neder-Slingeland - Polder Nieuw-Goudriaan - Polder Nieuw-Lekkerland - Polder Noordzijde - Polder Ottoland - Polder Oud-Goudriaan - Polder Over-Slingeland - Polder Schelluinen - Polder Streefkerk - Polder Wijngaarden - Polder Zuidzijde - Polder Zuidzijde-Hofwegen en Ruijbroek | Gemeente Alblasserdam: - Polder Blokweer - Polder Het Nieuwland - Polder Kortland - Polder Souburg - Vinkepolder Gemeente Gorinchem: - Polder Arkel - Polder De Dordtsche Avelingen - Polder Lang-Scheiwijk Gemeente Hardinxveld-Giessendam: - Polder Binnentiendwegs - Polder De Dordtsche Avelingen - Polder Hardinxveld - Polder Het Broek - Polder Het Middenblok - Polder Klein-Giessen | Gemeente Papendrecht: - Polder Het Nieuwland - Polder Papendrecht Gemeente Sliedrecht: - Polder Sliedrecht Gemeente Vijfheerenlanden: - Koekoeksche Waard - Polder Ameide - Polder Blommendaal - Polder Middelbroek - Polder Tienhoven |